# IV. Hurmuz szászánida király
IV. Hurmuz (540 – 590. szeptember 5.) I. Huszrau perzsa király fia volt, 579 - 590 között a Szászánida Birodalom királya volt.

## Uralkodása
Hurmuz 579-ben, apja halála után került a trónra, miután testvérét megölette. Apjával ellentétben a nemesség és papság helyett inkább a népet pártfogolta, ezzel maga ellen hangolva őket. Amikor a papság a keresztények üldözését kezdte követelni, ő ezt elutasította azzal az indokkal, hogy a Birodalomnak mind a két vallás istenségeire szükségew van, hogy jól működjön. Az elégedetlen nemesség és papság számos összeesküvést szőtt ellene, de ő ezeket leverte és kemény kézzel megtorolta. Szinte mindennaposak lettek a kivégzések és vagyonelkobzások.
Hurmuz "örökölt" apjától egy bizánciak elleni háborút. Megpróbált békét kötni a bizánciakkal, de azok csak akkor voltak erre hajlandók, ha a perzsák visszaadnak minden addig elfoglalt területet. Hurmuz erre természetesen nem volt hajlandó, így kiújultak a harcok. Mauricius vezetésével a bizánci seregek megszállták a mai Kurdisztán területét, és tervbe vették Dél-Mezopotámia meghódítását is, de al-Mundhir Gasszánida sejk, aki addig a bizánciak pártján állt, átpártolt Hurmuzhoz és értesítette őt a rómaiak haditervéről, így a perzsáknak sikerült visszavonulásra bírni a bizánci sereget. Ezt követően 582-ben a perzsák indítottak támadást a bizánciak ellen, de vereséget szenvedtek, majd 586-ban a bizánciak lendültek támadásba, viszont a Solachon-i csatában ők is vereséget szenvedtek. Ezt követően a harcok változó szerencsével folytak, míg 589-ben a perzsák elfoglalták Martyropolis-t és emiatt az addigi bizánci főparancsnokot menesztették és helyére mást állítottak, aki már nagyobb szerencsével vette fel a harcot a perzsákkal.
Ekkor azonban a Szászánida Birodalmat váratlanul keletről érte támadás, a törökök részéről, akik elfoglalták Balkh-ot és Herak-ot és benyomultak a birodalom belsejébe. A perzsáknak csak nagy nehézségek árán sikerült győzniük, megölve a törökök kánját, a fiát pedig fogságba ejtve.
Ezt követően tovább folytatódott a háború a bizánciakkal, de ennek végét Hurmuz már nemn érte meg, mivel 590-ben az ellene fellázadt főurak letették a trónról és megvakították, helyére pedig fiát, II. Huszrau-t tették meg császárnak. Hurmuz sorsáról ezt követően megoszlanak a források. Egy bizánci krónikás szerint pár nappal megvakítása után saját fia ölte meg, Sebeos örmény krónikás szerint pedig alattvalói gyilkolták meg.

## Fordítás
- Ez a szócikk részben vagy egészben  a   Hormizd IV című angol Wikipédia-szócikk fordításán alapul.  Az eredeti cikk szerkesztőit annak laptörténete sorolja fel. Ez a jelzés csupán a megfogalmazás eredetét és a szerzői jogokat jelzi, nem szolgál a cikkben szereplő információk forrásmegjelöléseként.

| Előző uralkodó: I. Huszrau | Szászánida király 579 – 590 | Következő uralkodó: II. Huszrau |